# Norbert Sattler
Norbert Sattler (4. října 1951 Mauthen, Korutany – 19. ledna 2023) byl rakouský vodní slalomář, kajakář závodící v kategorii K1.
Na mistrovstvích světa získal dvě zlaté (K1 – 1973; K1 družstva – 1971), dvě stříbrné (K1 družstva – 1977, 1979) a jednu bronzovou medaili (K1 – 1977). V individuálním závodě K1 na Letních olympijských hrách 1972 vybojoval stříbro.